# Vela al terç

Parts d'una vela al terç.

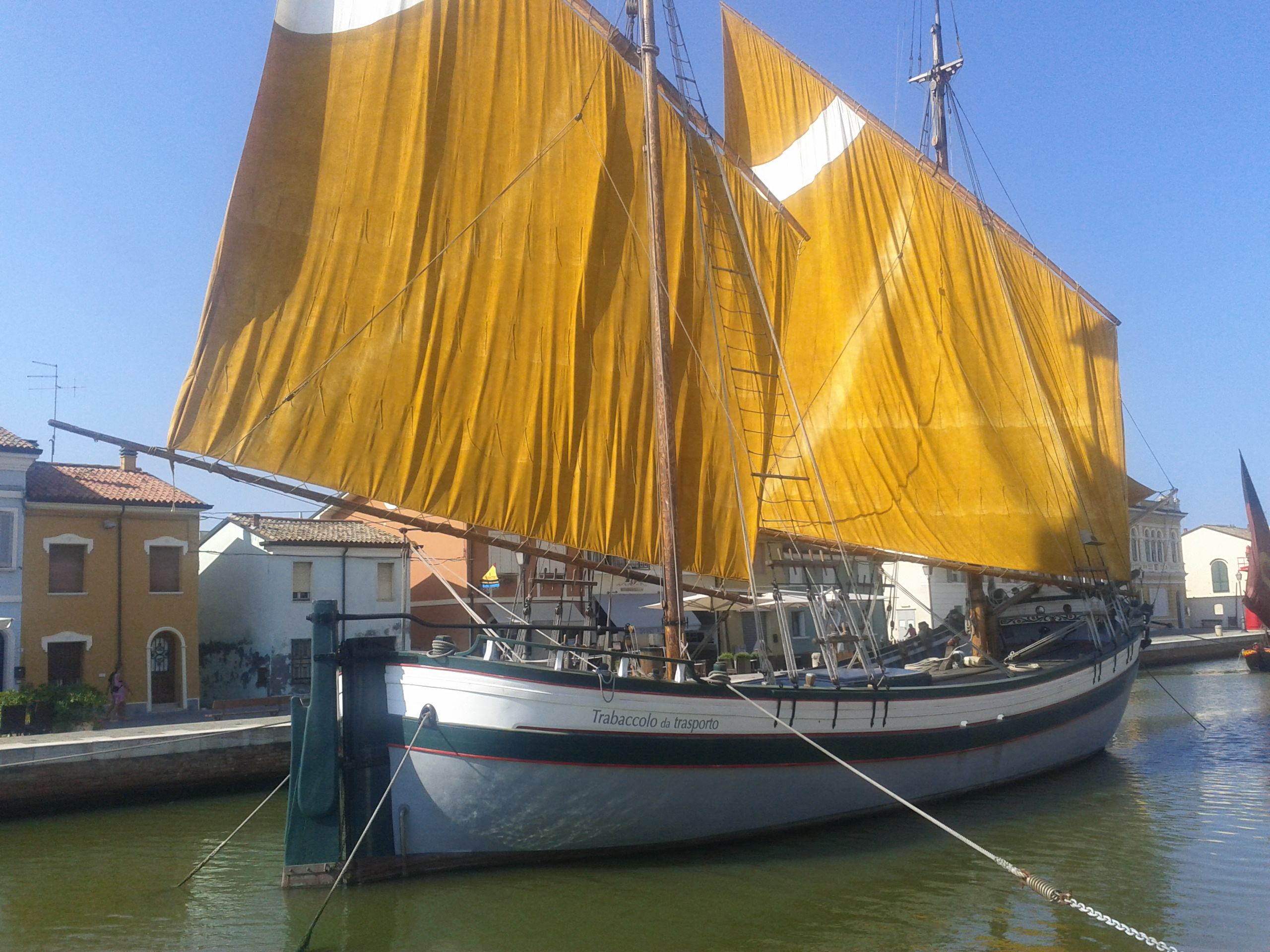
Trabaccolo amb dues veles al terç.

La vela al terç forma part de la classe d'aparell de proa a popa, amb el costat superior fixat a una antena i el costat de proa en la part inferior del masteler.
També és una vela de tall i, com a tal, el vent pot treballar en ambdues cares. En comparació de les veles comunes d'aparell Marconi, la vora d'atac del vent es divideix en dues seccions: una part superior (la part de la antena) i una part inferior (des de la antena fins al puny de amura).
El nom deriva de la manera en què es fixa la drissa respecte a l'extremitat de proa de l'antena, precisament a un terç de la longitud total de la part superior de la vela.
L'escota va lligada al puny d'escota (com el seu nom indica), encara que de vegades pot estar fixada en l'extrem d'una botavara, com en el cas del Trabaccolo de la fotografia. De fet la botavara no sempre forma part de l'aparell (hi ha veles al terç que no la porten).

## Orígens de la vela al terç

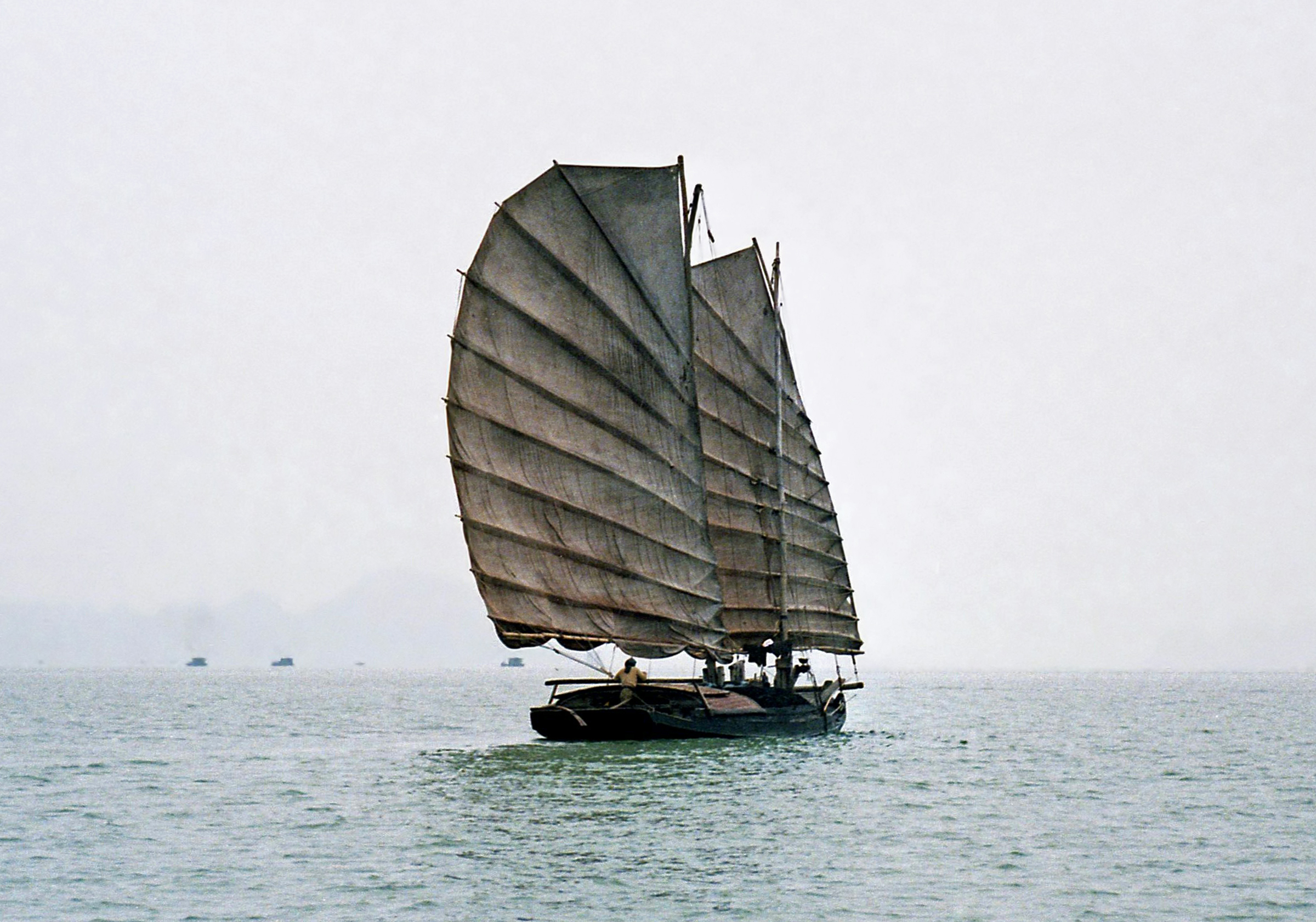
Jonc vietnamita amb dos veles al terç.

Històricament, les primeres mostres de vela al terç de les que es té coneixement, són les dels joncs xinesos. La diferència més notable amb les veles occidentals és definitivament l'ús de les característiques estores reforçades per pals de bambú disposats més o menys horitzontalment. Els vaixells aparellats amb aquestes veles van ser documentats per Marco Polo en el Miglione.